# 木嶋真優
木嶋 真優（きしま まゆ、1986年12月13日 - ）は、日本のヴァイオリニスト。MIYAZAWA&Co.、ワタナベエンターテインメント所属。血液型A型。

## 人物・来歴
1986年兵庫県神戸市生まれ。
身長158cm。

### 幼少時代
3歳半からヴァイオリンを林泉の元で始めた。就学前から京都での子供向けのコンクールで3年間連続の金賞を受賞。7歳の時に五嶋みどりのレクチャーコンサート、9歳の時に宮崎国際室内楽音楽祭でのアイザック・スターンのレクチャーコンサートに参加した。9歳で小島秀夫指揮コジマ・ムジカ・コレギアとメンデルスゾーンのヴァイオリン協奏曲第1楽章でオーケストラ・デビュー。1998年、第52回全日本学生音楽コンクール大阪大会小学生の部で第1位を獲得した。江藤俊哉、小栗まち絵、戸上和代、川崎雅夫に師事。

### 中学生時代
小林聖心女子学院小学校より、そのまま同中学校へ進んだ。中学2年の時に宝塚市立中学校に転入学。
1999年、日本クラシック音楽コンクール全国大会で最高位（第1位なしの第2位）を獲得、トルコのイズミルでイズミル交響楽団第25回定期演奏会に出演、翌年にはカーネギーホールなどでブルッフのコンチェルトを演奏した。
2000年、リピンスキ・ヴィエニヤフスキ国際コンクール・ジュニア部門で最高位（第1位なしの第2位）を獲得した。奨学生に選出され、アメリカ・アスペンのサマーフェスティバルに参加し、ドロシー・ディレイに師事する。

### ケルン音楽大学への留学
中学校2年生の時に、横浜で開催されたザハール・ブロンのセミナーに参加し、ブロンから「今すぐ留学した方がいい」とアドバイス受け、2001年10月、ケルン音楽大学ヤングコースへ留学し、同大学教授であるブロンに師事した。平成14年度文化庁海外派遣研究員。
2003年6月、アシュケナージ指揮・NHK交響楽団のラヴェル管弦楽作品集において、ツィガーヌのソリストとして、アシュケナージにより抜擢され、レコーディングに参加した。
ブロンは木嶋を「教え子の中で一二を争う才能」と評価し、ロストロポーヴィチに紹介した。その結果、2005年中、ロストロポーヴィチと、アメリカ、ヨーロッパツアーを重ねた。その演奏会は、ヨーロッパ、アメリカの新聞各紙で好評を記された。ドイツの有力紙『フランクフルター・アルゲマイネ・ツァイトゥング』は、「カラヤンがアンネ＝ゾフィー・ムターを、マゼールがヒラリー・ハーンを世界的に注目させたように、ロストロポーヴィチは木嶋真優を世に出した」と評した。
2006年、小林研一郎指揮・日本フィルハーモニー交響楽団との共演で、ヨーロッパで演奏会を行った。また、プラハ交響楽団の日本ツアーにも同行した。

### 近況
演奏活動以外の面では、ファッション誌『美的』『MISS PLUS』『Frau』に度々掲載、テレビのバラエティー番組や、2012年には『情熱大陸』にも取り上げられ一躍話題となった。その他、『中居のミになる図書館』、『しゃべくり007』、『今夜くらべてみました』、フジテレビ『芸能界特技王決定戦 TEPPEN』の審査員、『ザ!世界仰天ニュース』、『林先生の初耳学』、『ヒルナンデス!』『恋するクラシック』、『題名のない音楽会』、『NHK紅白歌合戦』出演、『FNS歌謡祭』にてJUJUとのコラボレーションなど多数のテレビ番組に出演。
2008年、CDとしては2枚目となる、初のソロアルバム『シャコンヌ』発売。
ケルン大学に留学後は、ヨーロッパ各地での演奏活動も多くなり、室内楽奏者としても演奏会を行っている。
2011年10月、ケルン国際ヴァイオリンコンクールにて優勝。
2012年、3枚目のアルバム、『RISE』発売。
著名ヴィオリストであるユーリ・バシュメットとの度々の共演、ヴァイオリンの巨匠 イヴリー・ギトリスにも認められ、スイス・ルガーノでのマルタ・アルゲリッチ音楽祭などでの共演、NHK交響楽団などとのコンサートを重ねている。
指揮者小澤征爾が、小澤率いるサイトウ・キネン・オーケストラや水戸室内管弦楽団に、木嶋を招聘した事でも注目される。
2016年、第1回上海アイザック・スターン国際ヴァイオリン・コンクールで優勝。
2019年に会社経営者男性と結婚。2020年2月26日放送の『今夜くらべてみました』（日本テレビ）の番組内で発表した。
現在は、室内楽での演奏活動や、後進の指導にも力を入れている。
2024年3月6日に、北陸新幹線延伸記念としてIOWN APNで世界最長となる金沢―東京間約1,000kmをつなぐ遠隔音楽ライブを行った。
2024年8月7日に、アルバム「Dear」を発売。気鋭のジャズピアニスト、大林武司とのコラボレーションで新境地を開く。インタビューでは、「自分の中から湧いてくるメロディを、愛おしいと思う気持ちをフィルターとして抽出して、大林くんと一緒に作りあげていきました。」と語っている。

## 出演

### レギュラー
- グッとラック！（TBSテレビ、火曜日コメンテーター→木曜日コメンテーター[8]）

### その他の出演
- 情熱大陸 （TBSテレビ、2012年8月26日）
- 中居正広のミになる図書館 （テレビ朝日、2014年7月22日）
- 芸能界特技王決定戦 TEPPEN 第16弾（フジテレビ、2018年1月12日）
- しゃべくり007（日本テレビ、2019年1月2日）
- 林先生が驚く初耳学（TBSテレビ、2019年2月24日、4月14日、5月26日、8月25日）
- 人生が変わる1分間の深イイ話（日本テレビ、2019年2月28日、4月1日）
- 林修のニッポンドリル（フジテレビ、2019年4月10日、4月17日）
- 今夜くらべてみました（日本テレビ2019年4月17日、8月14日）
- ヒルナンデス！（日本テレビ、2019年、5月7日、14日、7月23日）
- ダウンタウンなう（フジテレビ、2019年5月31日 ）- ゲスト
- ザ!世界仰天ニュース（日本テレビ、2019年5月21日、10月9日、2020年6月23日 ）
- プレバト‼（MBS、2019年5月23日）
- アウト×デラックス（フジテレビ、2019年6月6日）
- 踊る!さんま御殿!!（日本テレビ、2019年6月18日）
- キスマイBUSAIKU!?（フジテレビ2019年7月18日）
- ダウンタウンDX（日本テレビ、2019年8月1日）
- 世界まる見え‼（日本テレビ、２019年8月5日）
- ホンマでっか⁉TV（フジテレビ、2019年8月7日）
- ジョブチューン～アノ職業のヒミツぶっちゃけます！（TBSテレビ、2019年8月17日）
- 坂上&指原のつぶれない店（TBSテレビ、2019年8月18日）
- ひねくれ3（テレビ東京、2019年8月31日）
- メレンゲの気持ち（日本テレビ、2019年10月5日）
- NHK紅白歌合戦（NHK、2019年12月31日)
- 芸能人格付けチェック（朝日放送テレビ、2020年9月29日）
- バラエティー生活笑百科（NHK、2020年10月17日)
- 魂のタキ火（NHK、2020年10月27日(初回放送)[9]
- おんがく交差点（2024年8月24日、BSテレ東）
- ぽかぽか（フジテレビ、2025年3月27日）